# اسکیل موسکرا
اسکیل موسکرا (اسپانیایی: Ezequiel Mosquera‎؛ زادهٔ ۱۹ نوامبر ۱۹۷۵) دوچرخه‌سوار اهل اسپانیا است. وی در مسابقات جیرو دیتالیا شرکت کرده است.